# 愛宕信仰

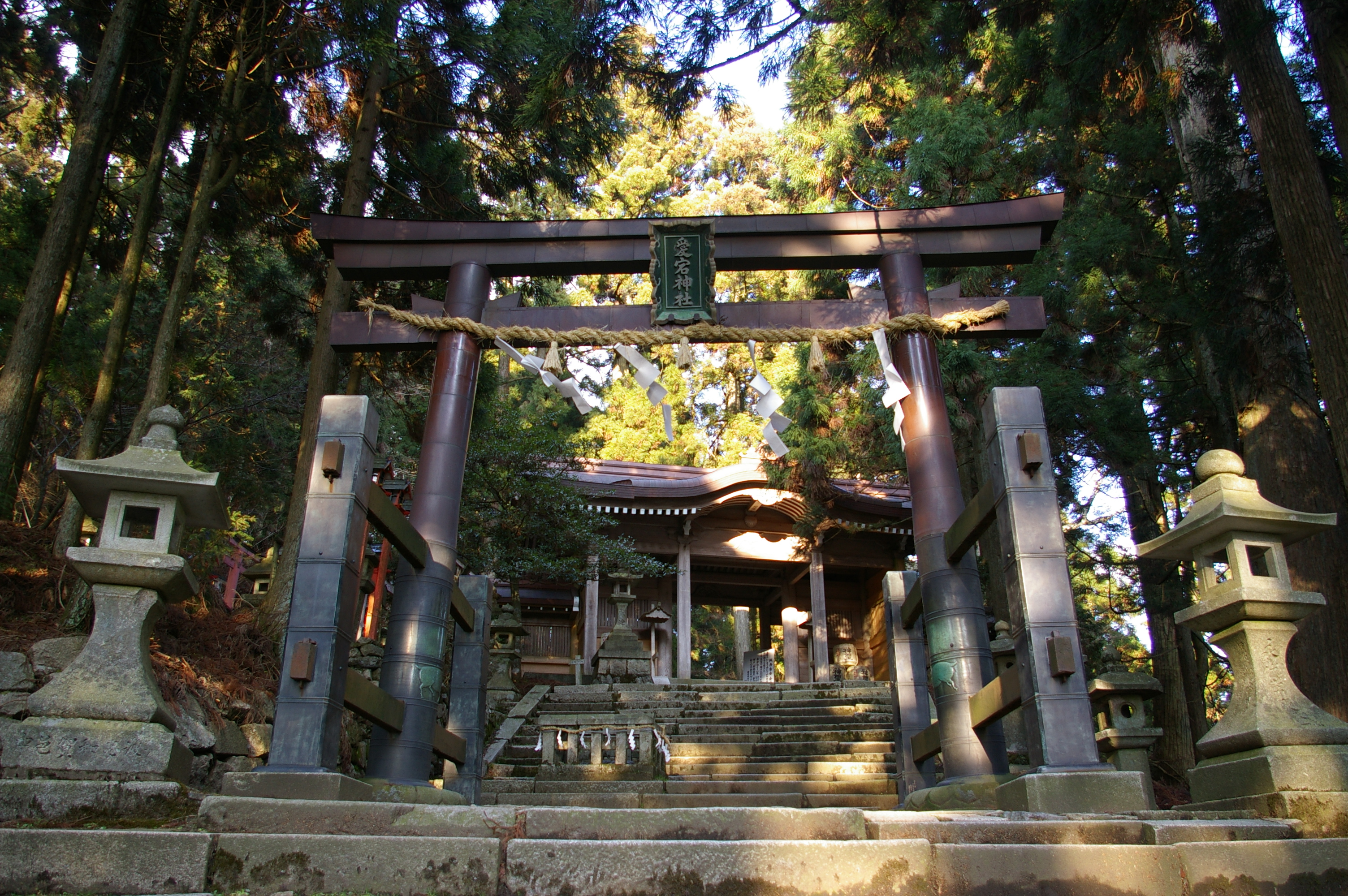
愛宕神社

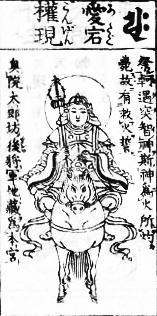
愛宕権現。仏像図彙 (1783年)より。

愛宕信仰（あたごしんこう）とは、京都市の愛宕山山頂に鎮座する愛宕神社から発祥した、火防の神に対する神道の信仰である。日本全国で「愛宕」を社名につける神社は43都道府県に約1000社ある。特に東北地方に多く分布する。祭神は多くの場合、カグツチノミコトやイザナミノミコトである。

## 歴史
愛宕山の愛宕神社は、古くから修験道の道場となり、中世に入ると愛宕神社が建立され、そこから修験者が全国に展開して愛宕信仰を広めたとされる。
戦国時代は勝軍地蔵を本地仏としたことから、戦に勝つための軍神として信仰された。武士が勝利の神として愛宕神社を信仰し、やがて勝利の神が転じて火防の神様となり、これを各藩の武士が参勤交代の際に地元に持ち帰り、各地に愛宕神社を祀るようになったとする説もある。例えば、京都の愛宕山は、江戸時代に入ってから、軍神信仰から火伏信仰に転化したものである。
勝軍地蔵だけでなく、軻遇突智（火産霊尊とも）も共に祀った。現在でも、愛宕の縁日は地蔵と同じ毎月24日である。民間では、各地に「愛宕講」と呼ばれる講が組織された。「千日詣」と称し、8月1日に参拝すると千日参拝したのと同じ御利益があるとされる。
直江兼続が兜の前立に「愛」をまとっていた理由の説の1つとして、愛宕信仰説がある。

## 主な愛宕神社
総本社
- 愛宕神社（京都府京都市右京区） - 旧府社

北海道・東北地方
- 愛宕神社 (湯沢市)（秋田県湯沢市） - 旧県社
- 愛宕神社 (天童市)（山形県天童市） - 旧県社

近畿地方
- 愛宕神社 (亀岡市)（京都府亀岡市） - 元愛宕

九州・沖縄地方
- 愛宕神社 (宮崎市)（宮崎県宮崎市） - 旧県社

その他「愛宕神社 (曖昧さ回避)」を参照のこと。